# دادلی ساتن
دادلی ساتن (انگلیسی: Dudley Sutton; ۶ آوریل ۱۹۳۳ – ۱۵ سپتامبر ۲۰۱۸) هنرپیشه اهل انگلستان بود. وی بین سال‌های ۱۹۶۱ تا ۲۰۱۸ میلادی فعالیت می‌کرد.
از فیلم‌ها یا برنامه‌های تلویزیونی که وی در آن نقش داشته‌است، می‌توان به والنتینو، هلیم، کازانووای فلینی، اورلاندو، ادوارد دوم، شیاطین، ترانه‌ای برای یک پسر ژنده‌پوش، پلنگ صورتی دوباره ضربه می‌زند، رنگین‌کمان، ردپای پلنگ صورتی، جزیره، راه و رسم زندگی ما، دین اسپانلی و شاهزاده و گدا اشاره کرد.